# Jan Štursa

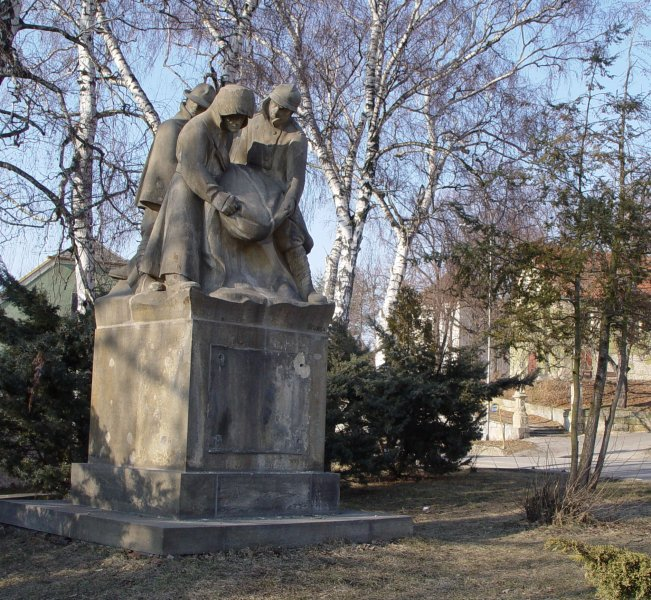
de sculptuur Begrafenis in de Karpaten.

Jan Josef Štursa (Nové Město na Moravě, 15 mei 1880 - Praag, 2 mei 1925) was een Tsjechische beeldhouwer en een van de grondleggers van de moderne Tsjechische beeldhouwkunst.

## Biografie
Štursa werd geboren in het bergachtige gebied van de regio Vysočina. Hij leerde metselen en studeerde beeldhouwkunst in Hořice. Daarnaast werkte hij als steenhouwer. Later studeerde Štursa aan de Academie van Beeldende Kunst in Praag onder professor Josef Myslbek, een bekende Tsjechische beeldhouwer. Vanwege de strenge kritiek van Myslbek vernietigde Štursa de meeste van zijn vroege werken.

## Werk
In tegenstelling tot de oudere beeldhouwers werd Štursa niet beïnvloed door de Tsjechische nationale wedergeboorte. In plaats daarvan probeerde hij zijn eigen weg te vinden. Het vrouwelijk lichaam was zijn veel voorkomende motief. Naast steen en brons gebruikte Štursa ook gips en was. Later liet hij zich inspireren door het kubisme. Tevens was portretschilderen een belangrijk onderdeel van zijn werk.

## Eerste Wereldoorlog
Tijdens de Eerste Wereldoorlog diende Štursa aan het front. Deze tragedie beïnvloedde zijn werk sterk. Het bekendste werk uit deze periode is De gewonde. De inspiratie voor de sculptuur Begrafenis in de Karpaten refereert naar een slagveld in de Karpaten. Het monument met Oostenrijkse soldaten werd in de jaren '20 gemaakt, ter nagedachtenis van de slachtoffers de Eerste Wereldoorlog. Het origineel werd geplaatst in Předměřice nad Jizerou, kopieën in Frýdek-Místek en Nové Město na Moravě.

## Ziekte en overlijden
Aan het einde van zijn leven leed Štursa aan syfilis. In 1925 werd de pijn te hevig en pleegde hij twee weken voor zijn 45ste verjaardag zelfmoord in zijn atelier.